# 背中からI Love You/西城秀樹
『背中からI Love You/西城秀樹』（せなかからアイラヴユー/さいじょうひでき）は、西城秀樹のベスト・アルバム。1984年8月5日にRCAから発売された。

## 内容
- 「背中からI Love You」までのヒット曲が収録されている。

## 収録曲
| #   | タイトル                 | 作詞                        | 作曲           | 編曲       |
| --- | ------------------------ | --------------------------- | -------------- | ---------- |
| A1. | 「背中からI Love You」   | 売野雅勇                    | 後藤次利       | 後藤次利   |
| A2. | 「ナイトゲーム」         | E.HAMILTON 山本伊織（訳詞） | E.HAMILTON     | 前田憲男   |
| A3. | 「ギャランドゥ」         | もんたよしのり              | もんたよしのり | 大谷和夫   |
| A4. | 「炎」                   | 阿久悠                      | 馬飼野康二     | 馬飼野康二 |
| A5. | 「ボタンを外せ」         | 阿久悠                      | 三木たかし     | 三木たかし |
| A6. | 「君よ抱かれて熱くなれ」 | 阿久悠                      | 三木たかし     | 三木たかし |
| B1. | 「傷だらけのローラ」     | さいとう大三                | 馬飼野康二     | 馬飼野康二 |
| B2. | 「激しい恋」             | 安井かずみ                  | 馬飼野康二     | 馬飼野康二 |
| B3. | 「薔薇の鎖」             | たかたかし 斎藤優子（原案） | 鈴木邦彦       | 馬飼野康二 |
| B4. | 「愛の十字架」           | たかたかし                  | 鈴木邦彦       | 馬飼野康二 |
| B5. | 「ちぎれた愛」           | 安井かずみ                  | 馬飼野康二     | 馬飼野康二 |
| B6. | 「情熱の嵐」             | たかたかし                  | 鈴木邦彦       | 馬飼野康二 |